# Sentier de grande randonnée 69
Le sentier de grande randonnée 69, GR69 ou la Routo est un sentier de grande randonnée créé en 2022 qui, depuis la Camargue traverse les Alpes du Sud et rejoint le Piémont italien. Son parcours d'environ 540 kilomètres relie en effet Arles  dans les Bouches-du-Rhône à Borgo San Dalmazzo dans la province de Coni en passant par Salon-de-Provence, Aix-en-Provence, le plateau de Valensole, Digne-les-Bains, la vallée de l'Ubaye, le col de Ruburent et la Vallée de la Stura di Demonte.

## Description
Le sentier suit en grande partie les anciennes voies de transhumance, les drailless ou carraires, autrefois empruntées par les bergers provençaux de la Crau pour mener leurs troupeaux à pâtures en estive. Il constitue par ailleurs un des rares chemins de grande randonnée français de montagne dont l'itinéraire ordinaire s'opère du Sud vers le Nord.
Le GR 69 dispose de tronçons adaptés aux pratiques équestres, VTT et VTT à assistance électrique. Il bénéficie d'un balisage singulier en rapport avec sa vocation, historique, en l'occurrence un sigle en forme de sonnaille de troupeau.

## Histoire

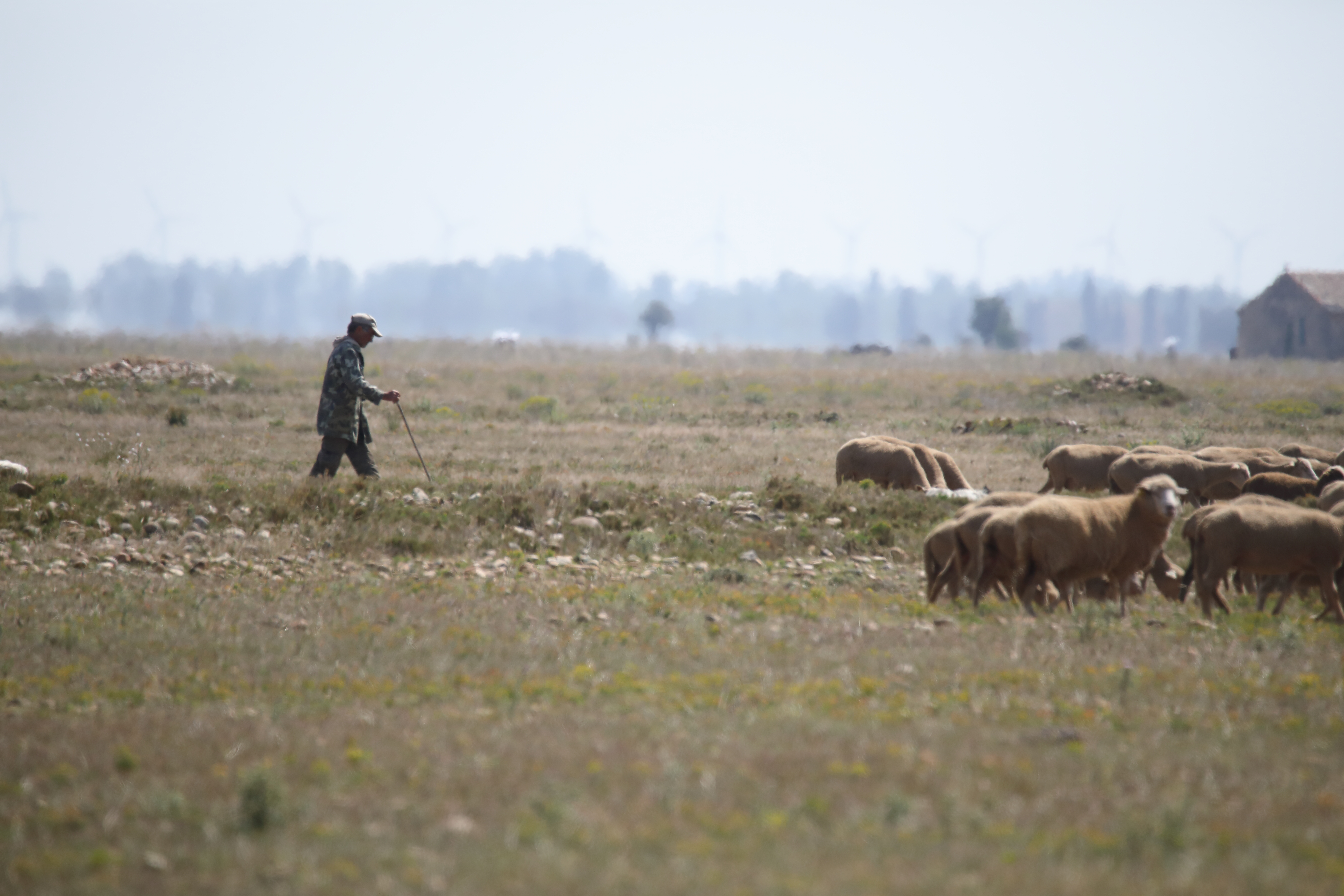
Berger dans la plaine de la Crau.

Il a été créé en à l'instigation de la Maison de la transhumance. Celle-ci anime un réseau transfrontalier d'acteurs économiques locaux dont l'objectif est de développer un tourisme respectueux de l'environnement et de l'identité de territoires marqués par la pratique de la transhumance.
Le chemin est homologué en tant que GR 69 en juin 2020 sous le nom de « La Routo ».
À ce titre il fait l'objet de la publication d'un Topo-guide de la Fédération française de la randonnée pédestre.
Depuis sa création, le chemin fait partie du Réseau des grands itinéraires pédestres de France (RGIPF).
De création récente (2022), il est, de fait, moins fréquenté que d'autres sentiers de grande randonnée plus anciens et plus connus. Dans sa totalité, il se parcourt en 30 à 35 jours. Le trajet bénéficie d'une offre marchande de transport de bagages.

## Itinéraire
Partant des rives du Rhône à Arles, le chemin mène jusqu'à Borgo San Dalmazzo en Italie via Aix-en-Provence, Digne-les-Bains et Barcelonnette. À travers des paysages variés, passant de la plaine à la haute montagne, le sentier relie successivement les plaines de Crau, la vallée du Verdon, le plateau de Valensole puis les vallées de la Bléone, de la Blanche, de l'Ubaye, passe la frontière franco-italienne à proximité du col de Larche et descend la vallée piémontaise de la Stura pour rejoindre Borgo San Dalmazzo.